# Diana Holland
Diana Holland OBE ist eine britische Gewerkschafterin. Sie ist die  Assistant General Secretary (stellvertretende Generalsekretärin) der Gewerkschaft  Unite und die Schatzmeisterin der  Labour Party.
Holland wurde 2001 mit dem OBE  für ihren Einsatz für Chancengleichheit im Arbeitsmarkt ausgezeichnet.

## Laufbahn in den Gewerkschaften
Im Jahr 2006 war Holland Vorsitzende des Frauenausschusses der International Transport Workers' Federation und außerdem nationale Organisatorin für Frauen, Rasse und Gleichberechtigung bei der Transport and General Workers' Union (TGWU).  Die TGWU ging später in Unite auf, und Holland wurde deren stellvertretende Generalsekretärin. In dieser Funktion spielte sie eine führende Rolle bei den Verhandlungen über den Tankwagenfahrerstreit 2012.
Sie war auch Präsidentin des Verbandes der Schiffbau- und Maschinenbaugewerkschaften.

## Labour Party
Im Juli 2010 war Holland seit über 25 Jahren Mitglied der Labour Party und seit 16 Jahren im Nationalen Exekutivkomitee (NEC), sie war damit das am längsten ununterbrochen gewählten NEC-Mitglied. Sie ist Mitglied der Labour-Organisation für den Wahlkreis Islington North.
Holland wurde im September 2010 zum Schatzmeister der Labour-Partei gewählt; ihr Konkurrent John Prescott unterlag.

## Persönliches
Sie ist mit Joe Irvin verheiratet, dem ehemaligen Political Secretary (politischen Sekretär) und Leiter des politischen Büros von Nr. 10 des damaligen Premierministers Gordon Brown.